# Rue de la Fromagerie (Lyon)
Pour les articles homonymes, voir Rue de la Fromagerie.
La rue de la Fromagerie est une voie du quartier de la Presqu'île dans le 1er arrondissement de Lyon, en France. 

## Situation et accès
D'orientation ouest-est, elle relie la place Saint-Nizier à la rue du Président-Édouard-Herriot et longe le bas-côté septentrional de l'église Saint-Nizier.

## Odonymie
Le nom de fromagerie provient de l'existence « autrefois » du marché aux fromages, qui serait resté en place jusqu'à 1847. Le nom de la rue est attesté en 1680.
Cette voie a autrefois été dénommée rue Saint-Nizier (attesté en 1350).

## Lieux remarquables
- au no 3 : une plaque commémore le fait que l'Hôtel de ville a été abrité dans cet immeuble entre 1461 et 1604, servant de résidence aux prévôts des marchands et échevins de Lyon avant le déménagement dans l'hôtel de la Couronne, l'actuel musée de l'imprimerie et de la communication graphique, rue de la Poulaillerie[1]. La façade de l'immeuble aurait été reprise au XVIIe siècle[1].
- au no 5 :
- au no 7 :
- au no 9 : à noter la présence d'un rez-de-chaussée à arcades[1]
- au no 11 :

## Galerie

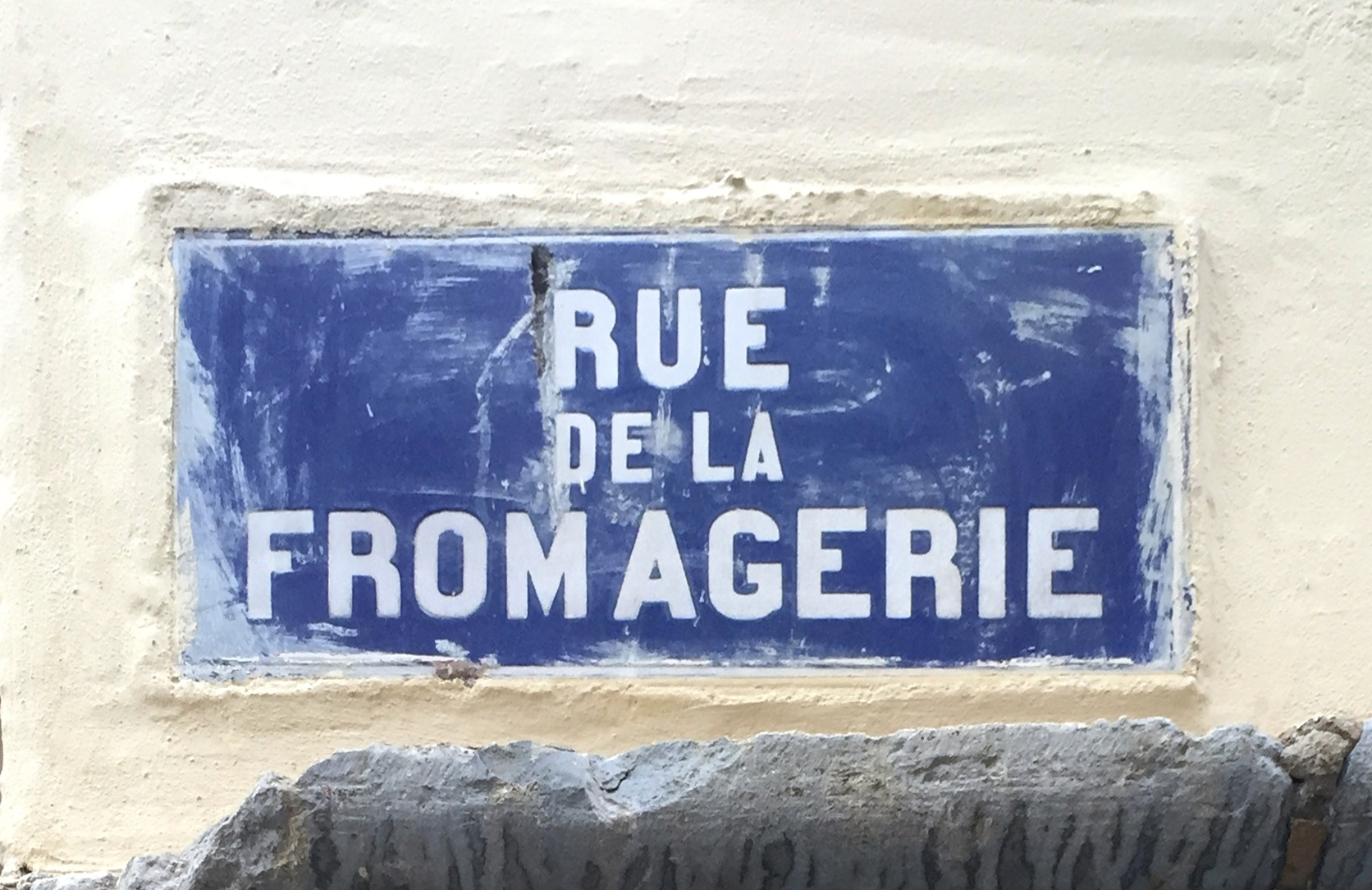
Plaque de rue.
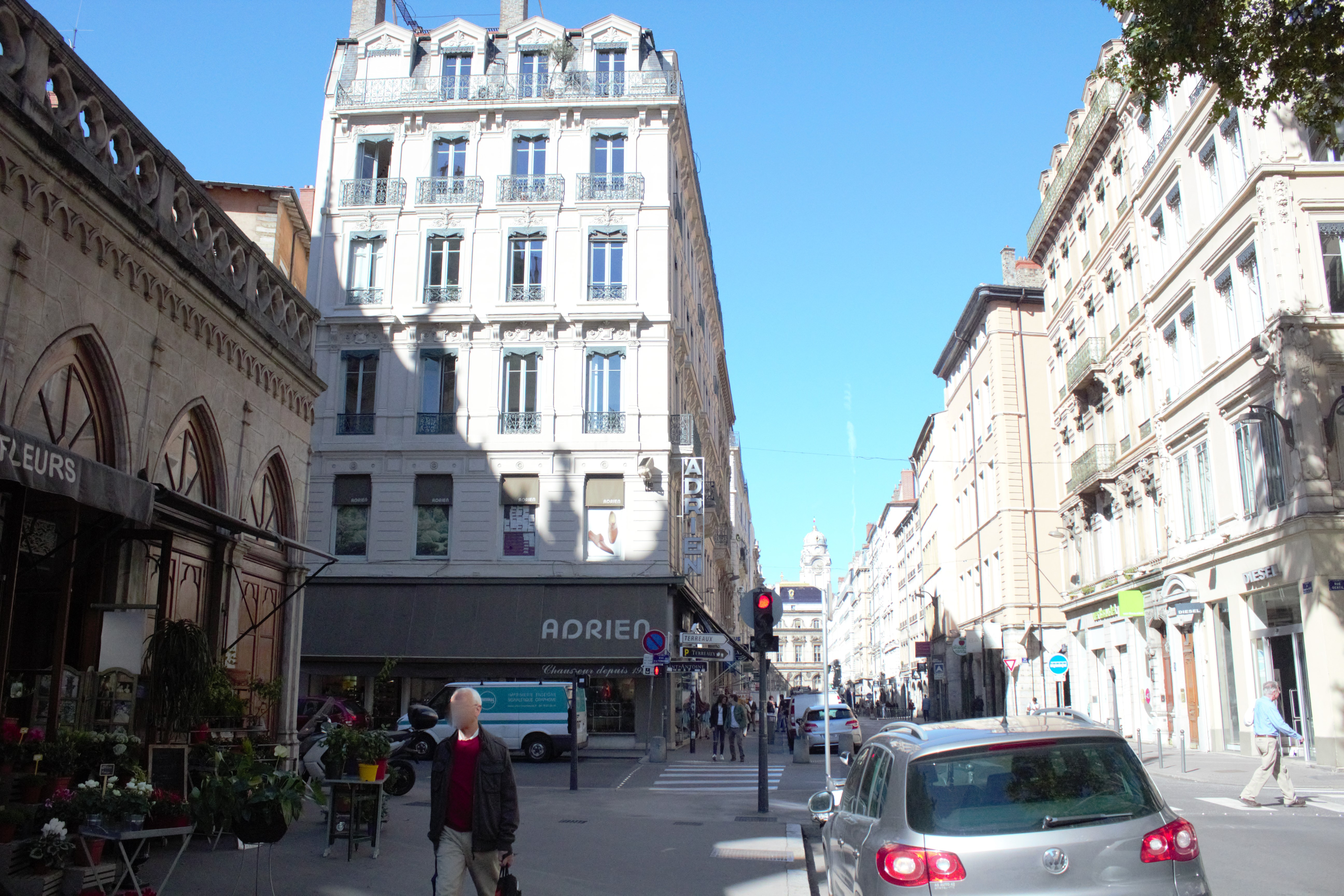
Chevet de l'église Saint-Nizier, au débouché oriental de la rue de la Fromagerie.
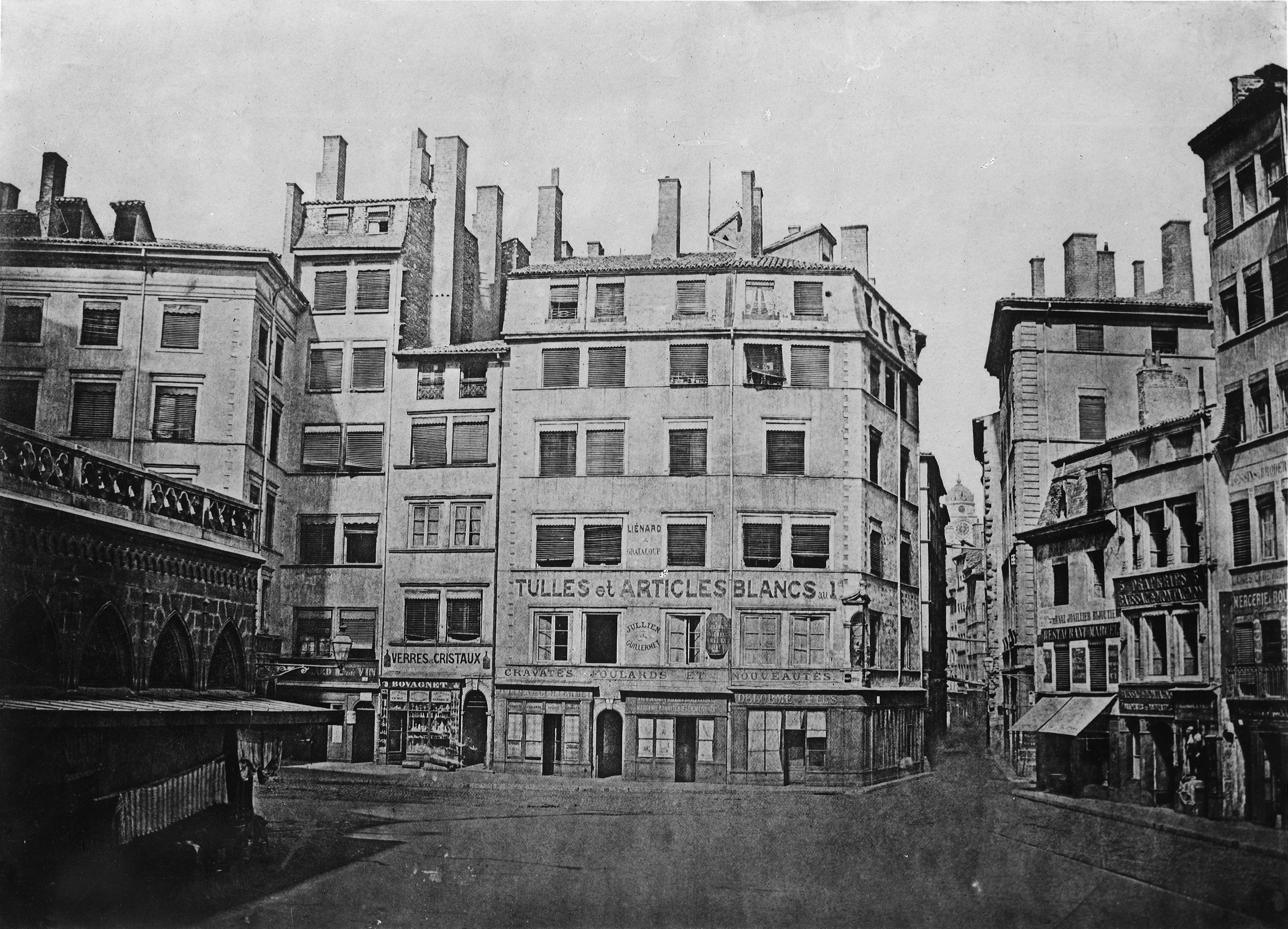
L'actuelle place Antoine-Rivoire, ancienne place de la Fromagerie avant le percement de la rue du Président-Édouard-Herriot, ancienne rue de l'Impératrice.